# Rytwiany
Rytwiany ist ein Dorf im Powiat Staszowski der Woiwodschaft Heiligkreuz in Polen. Das Dorf mit 1820 Einwohnern ist Sitz der gleichnamigen Landgemeinde mit etwa 6350 Einwohnern.

## Geschichte
Der Ort gehörte von 1975 bis 1998 zur Woiwodschaft Tarnobrzeg. Wójt (Gemeindevorsteher) ist gegenwärtig Grzegorz Forkasiewicz, er wurde bei den Kommunalwahlen 2018 gewählt bzw. bestätigt.

## Gemeinde
Zur Landgemeinde (gmina wiejska) Rytwiany gehören eine Reihe von Dörfern sowie weitere kleinere Orte und Siedlungen. Die Gemeinde umfasst eine Fläche von 126,3 Quadratkilometern.

## Persönlichkeiten
Der Schriftsteller Łukasz Opaliński (1612–1666) ist in Rytwiany gestorben.